# تيفاني زاهورسكي
تيفاني أناستازيا زاهورسكي (الروسية: Тиффани Анастасия Загорски ؛ من مواليد 16 أغسطس 1994) راقصة جليدية إنجليزية روسية تتنافس مع جوناثان غويريرو لصالح روسيا. مع Guerreiro ، هي الحائزة على الميدالية الفضية 2018 NHK Trophy والميدالية البرونزية سكيت أمريكا 2018 . مع الشريك السابق أليكسيس ميارت، احتلت المركز الرابع في بطولة العالم للناشئين لعام 2011 التي تمثل فرنسا.

## روابط خارجية
- تيفاني زاهورسكي على موقع الاتحاد الدولي للتزلج (الإنجليزية)
- تيفاني زاهورسكي على موقع الاتحاد الدولي للتزلج (الإنجليزية)
- تيفاني زاهورسكي على موقع الاتحاد الدولي للتزلج (الإنجليزية)
- تيفاني زاهورسكي على موقع أوليمبيديا (الإنجليزية)